# عين بيضة (بوغزوان)
عين بيضة هو دُوَّار يقع بجماعة عين البيضاء، عمالة فاس، جهة فاس مكناس في المملكة المغربية. ينتمي الدوّار لمشيخة بوغزوان التي تضم 13 دوار. يقدر عدد سكانه بـ 11109 نسمة حسب الإحصاء الرسمي للسكان والسكنى لسنة 2024.

تقع جماعة عين بيضاء على تراب قبيلة الشراردة إحدى قبائل المخزن المستقرة بضواحي فاس، والتي تتكون من فخدة من الشرفاء أولاد إدريس وفخدة من دو بلال وفخدة من دوي منيع وآيت سكاتو.

## دواوير الجماعة القروية
تتكون جماعة عين بيضاء من الدواوير التالية :

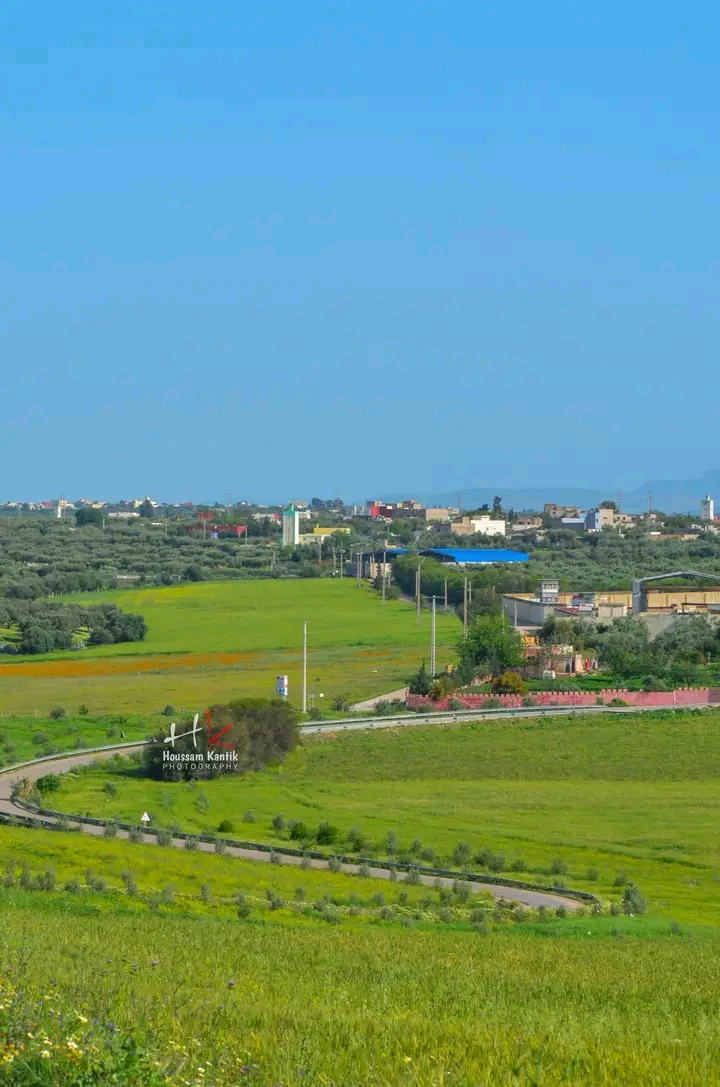
دوار اولاد امحمد فخدة الشرفاء اولاد ادريس فاس، قبيلة الشراردة بوغزوان جماعة عين البيضاء.

فخدة الشرفاء أولاد إدريس :
- دوار اولاد امحمد

- دوار اولاد بوزيد

- دوار اولاد عبد الله

- دوار اولاد ميمون

- دوار نفاليس

فخدة دوبلال :
- آيت صالح

- آيت يعقوب

- دوار فراكيط

- دوار مكراز

فخدة الكعدة :
- دوار الكعدة

- آيت سكاتو

- دوار عين الحجر

- دوار ويسلان

## روابط خارجية
- البوابة الوطنية للجماعات الترابية نسخة محفوظة 12 مارس 2018 على موقع واي باك مشين.
- المندوبية السامية للتخطيط